# Condado de Guadalupe (Texas)
O condado de Guadalupe é um dos 254 condados do estado norte-americano do Texas. A sede do condado é Seguin, e sua maior cidade é Seguin.
O condado possui uma área de 1 850 km² (dos quais 8 km² estão cobertos por água), uma população de 89 023 habitantes, e uma densidade populacional de 48 hab/km² (segundo o censo nacional de 2000).
O condado foi criado em 1846.